# Meranoplus doddi
Meranoplus doddi är en myrart som beskrevs av Santschi 1928. Meranoplus doddi ingår i släktet Meranoplus och familjen myror. Inga underarter finns listade i Catalogue of Life.